# 蛛猴病毒屬
蛛猴病毒屬（學名：Rhadinovirus）又稱蛛猴疱疹病毒属、细长病毒属、弱病毒屬，是皰疹病毒目丙型皰疹病毒亞科的一個屬，舊稱γ-2型皰疹病毒，其學名Rhadino-為希臘文的「減弱」之意。本屬共包含12種病毒，多為感染猴子（包括舊大陸猴與新大陸猴）與鼠類的病毒，也有感染人類、造成卡波西氏肉瘤與卡斯爾曼氏病的人類皰疹病毒八型（HHV-8，KHSV），模式株松鼠猴皰疹病毒二型（SaHV-2）、蛛猴皰疹病毒二型（AtHV-2）與蛛猴皰疹病毒三型（AtHV-3）均感染猿猴的T細胞，可造成T細胞淋巴瘤。
本屬病毒與其他皰疹病毒一樣為具有包膜的雙股DNA病毒，包膜上有許多醣蛋白可與宿主細胞表面的受體結合造成感染；病毒顆粒為正二十面體，直徑約150至200奈米，基因組為不分段的線性DNA，長約18萬bp。本屬病毒的基因組中有許多源於宿主細胞的基因，且大多缺乏內含子，應是由宿主細胞的mRNA反轉錄而來，且這些蛋白常可逃脫細胞的正常調控，影響細胞週期等生理機制。

## 病毒
- 蛛猴皰疹病毒二型（英语：Ateline gammaherpesvirus 2）（AtHV-2）
- 蛛猴皰疹病毒三型（英语：Ateline gammaherpesvirus 3）（AtHV-3）
- 牛皰疹病毒四型（英语：Bovine gammaherpesvirus 4）（BoHV-4）
- 倉鼠皰疹病毒二型（英语：Cricetid gammaherpesvirus 2）（CrHV-2）
- 卡波西氏肉瘤疱疹病毒（英语：Human gammaherpesvirus 8）（人類皰疹病毒八型，HHV-8，KSHV）
- 獼猴皰疹病毒五型（英语：Macacine gammaherpesvirus 5）（McHV-5）
- 獼猴皰疹病毒八型（英语：Macacine gammaherpesvirus 8）（McHV-8）
- 獼猴皰疹病毒11型（英语：Macacine gammaherpesvirus 11）（McHV-11）
- 獼猴皰疹病毒12型（英语：Macacine gammaherpesvirus 12）（McHV-12）
- 鼠皰疹病毒四型（英语：Murid gammaherpesvirus 4）（MuHV-4）
- 鼠皰疹病毒七型（英语：Murid gammaherpesvirus 7）（MuHV-7）
- 松鼠猴皰疹病毒二型（英语：Saimiriine gammaherpesvirus 2）（SaHV-2）